# Bohumír Roubalík
Bohumír Roubalík, uváděný i jako Goda Roubalík (25. listopadu 1845 Praha – 17. března 1928 Praha), byl český malíř, ilustrátor a výtvarný pedagog, člen generace Národního divadla. Maloval krajiny a portréty. Ilustroval výpravné publikace. Černobílé reprodukce jeho prací byly otiskovány v časopisech (např. Zlatá Praha, Světozor).

## Život
Od roku 1868 studoval na pražské malířské akademii u profesora Trenkwalda. Roku 1873 se účastnil světové výstavy ve Vídni, o dva roky později podnikl s novým ředitelem akademie Swertsem studijní cestu do Belgie přes Drážďany a Düsseldorf. Nějakou dobu žil v Antverpách a Bruselu; v Kortrijku provedl společně s Františkem Ženíškem velký nástěnný obraz na radnici, zachycující odchod vlámských vojevůdců do bitvy u Courtrai (1302). Potom se přesunul do Francie. Po návratu se věnoval zejména tvorbě portrétů. Rodina Nosticových, pro kterou maloval, mu zajistila několikaměsíční stáž ve Švýcarsku. Účastnil se výzdoby Národního divadla. Občas pobýval na pozvání jako malíř a soukromý učitel na šlechtických sídlech.

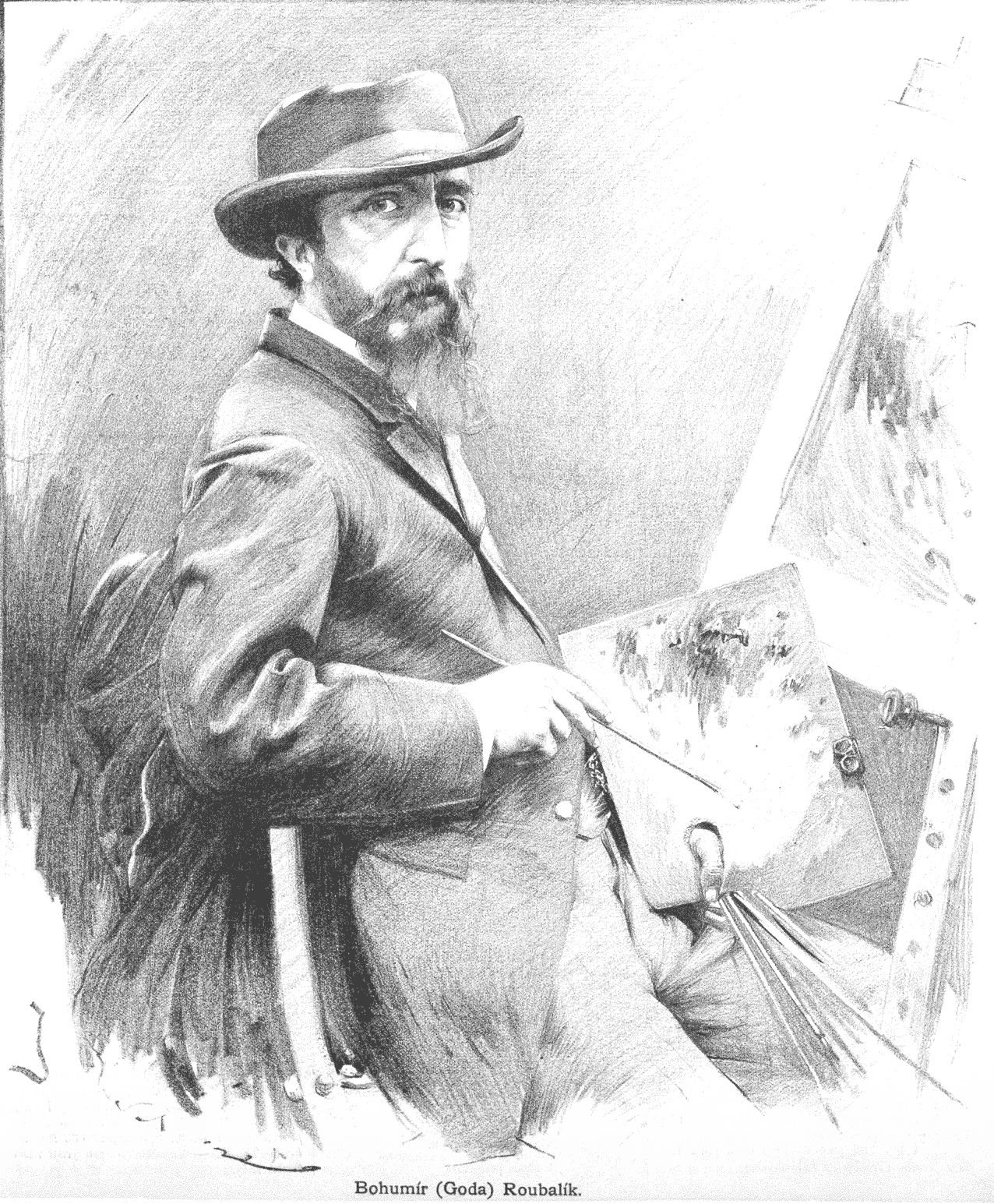
Bohumír Roubalík (kreslil Jan Vilímek 1887)

Dlouhodobě pracoval jako externí výpomocný učitel na Akademii výtvarných umění. Před nástupem Vlaho Bukovace zde vedl průpravnou třídu. Roku 1904 byl jmenován profesorem. Protože se přitom na jeho faktickém postavení a platu nic nezměnilo, považovali to někteří za projev nedostatečné úcty a uznání, a poukazovali na jeho pedagogické úspěchy.
Zemřel v sobotu 17. března 1928 v Praze, pohřben byl na Olšanských hřbitovech. České akademii věd a umění odkázal přes 300 tisíc Kč.

## Dílo
Ke známým pracím Bohumíra Roubalíka patří:
- Svatý Ivan, konající večerní pobožnost — v kapli svaté Anny ve Svatovítské katedrále[4]
- Svatý Martin jako biskup v Tours pro oltář kostela v Líbeznicích
- Spolupráce s Františkem Ženíškem a Mikolášem Alšem při výzdobě foyeru Národního divadla[4]
- Ilustrace:
  - Otto Pinkas: Cesta po Španělích (1880)[6]
  - František Adolf Šubert: Národní divadlo v Praze (1881)[7]
  - František Adolf Šubert: Z českého jihu (1882)[8]
  - Čechy (1900) — encyklopedický průvodce z nakladatelství Jana Otty[9]
- Černobílé reprodukce některých jeho obrazů, zejména portrétních studií, otiskovaly časopisy Světozor a Zlatá Praha.[4]

## Galerie

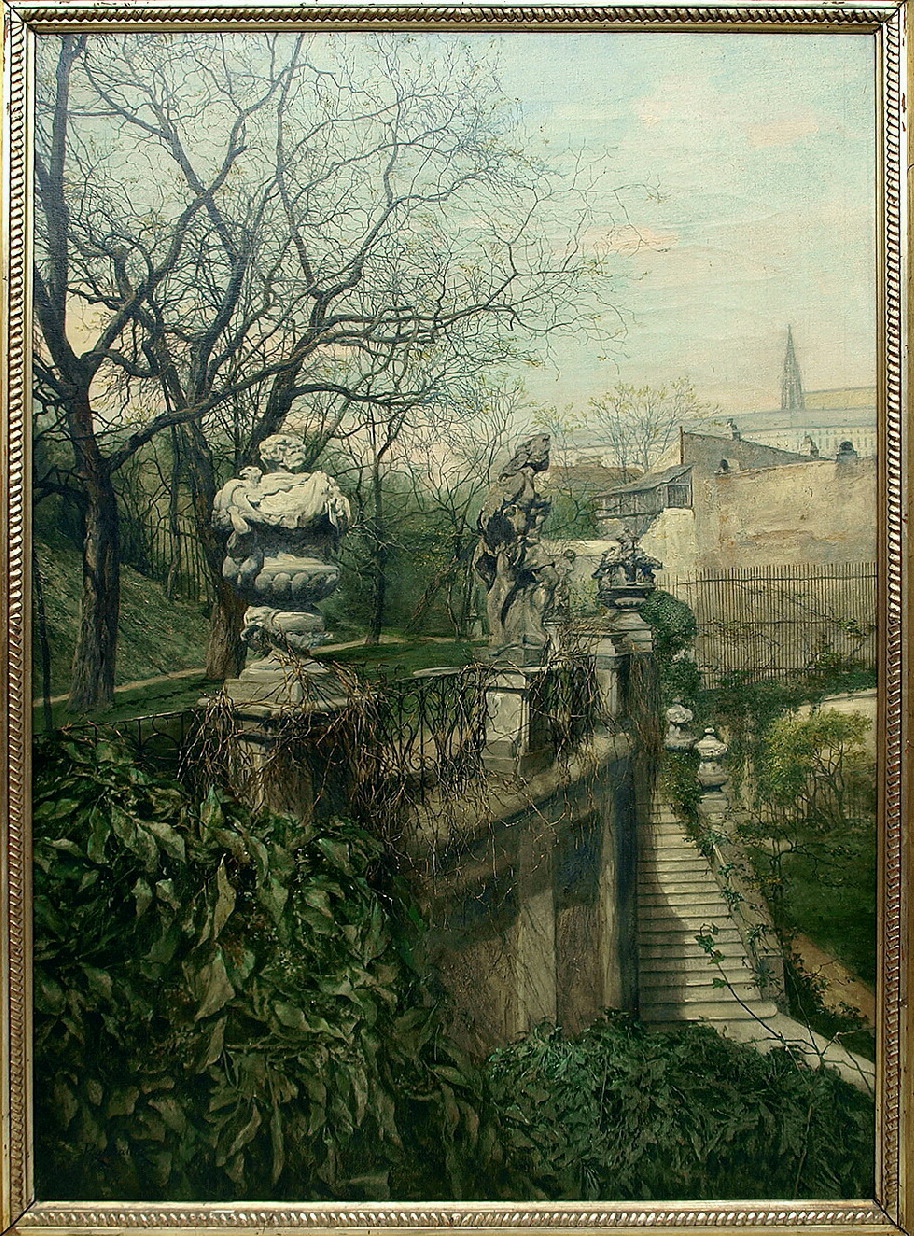
Bohumír Roubalík – Fürstenberská zahrada
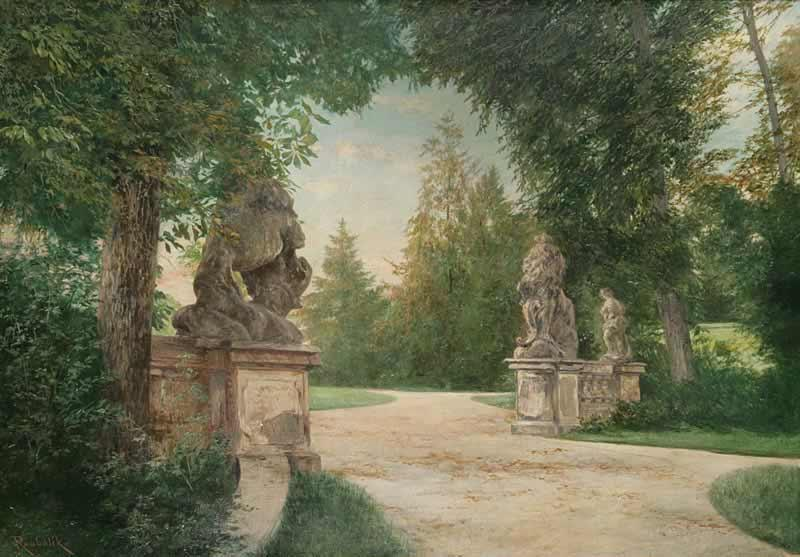
Bohumír Roubalík – Královská zahrada na Pražském hradě
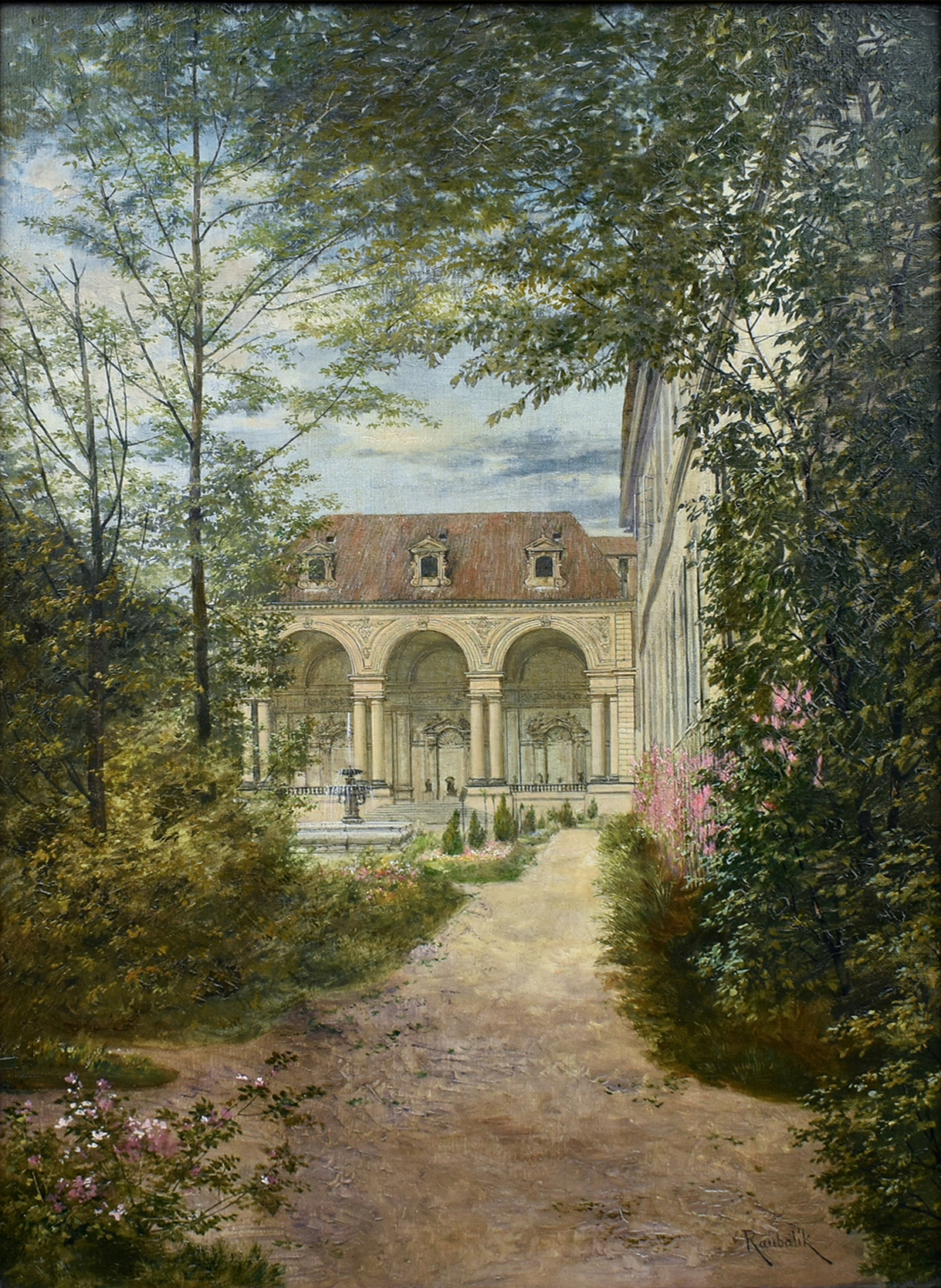
Bohumír Roubalík Valdštejnská zahrada
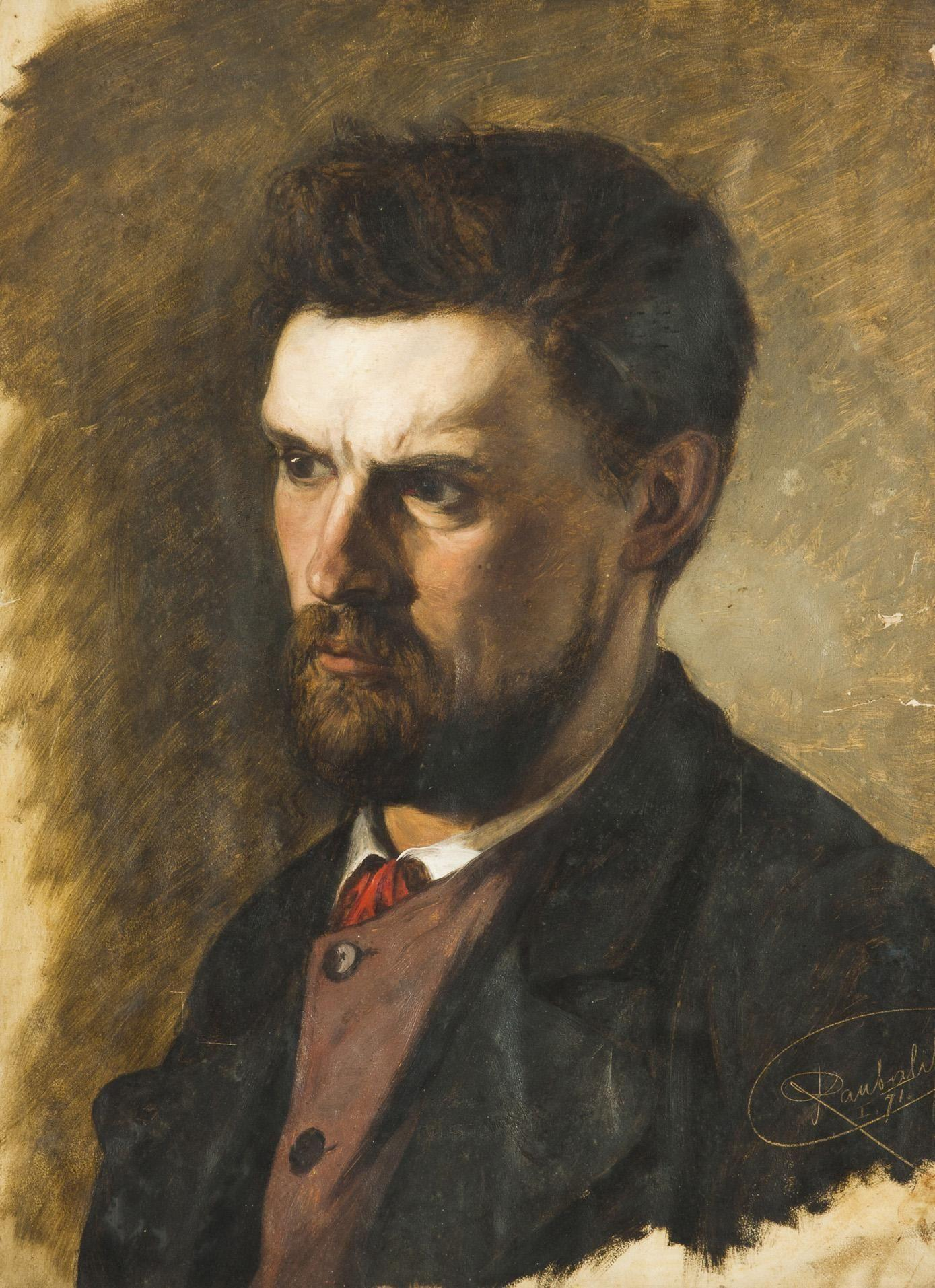
Bohumír Roubalík – Portrét muže (1871)
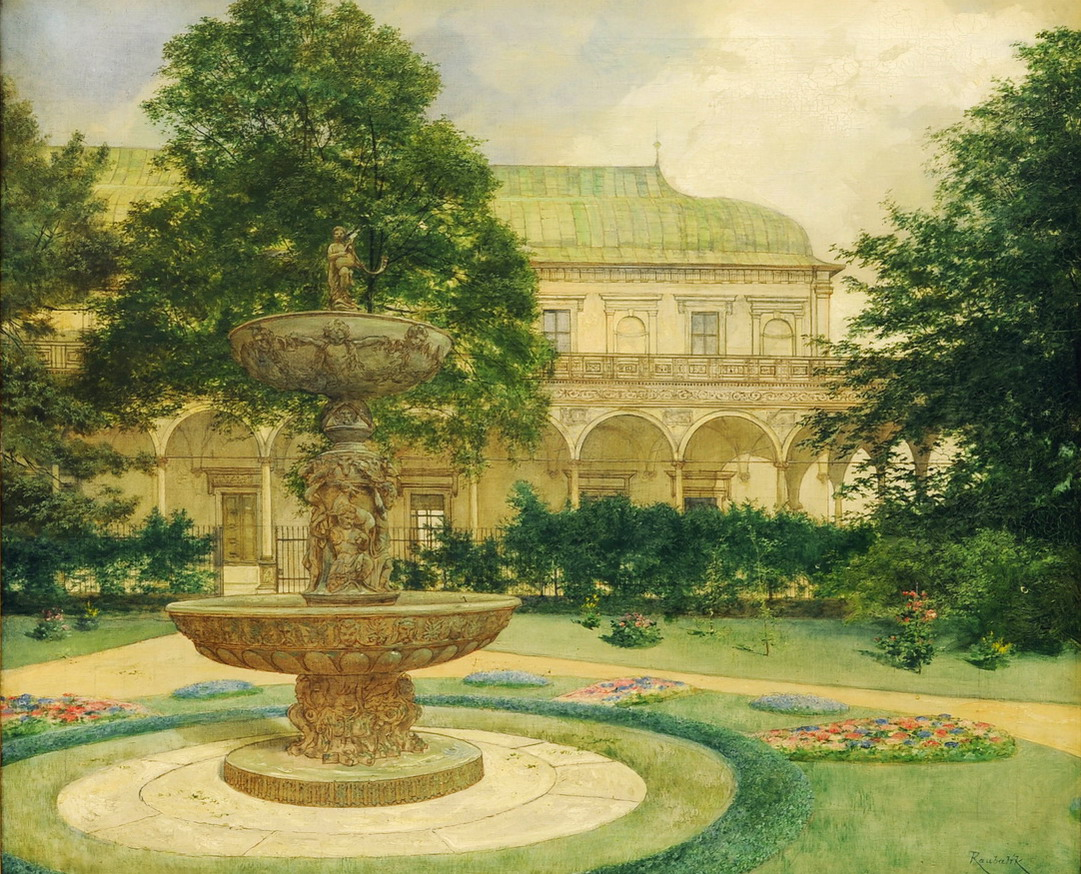
Bohumír Roubalík – Fontána před letohrádkem na Pražském hradě
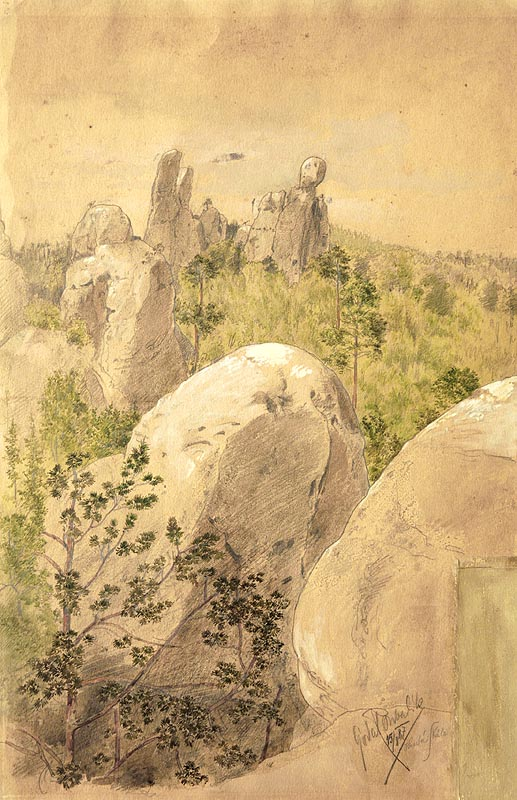
Bohumír Roubalík – Hrubá Skála (1887)
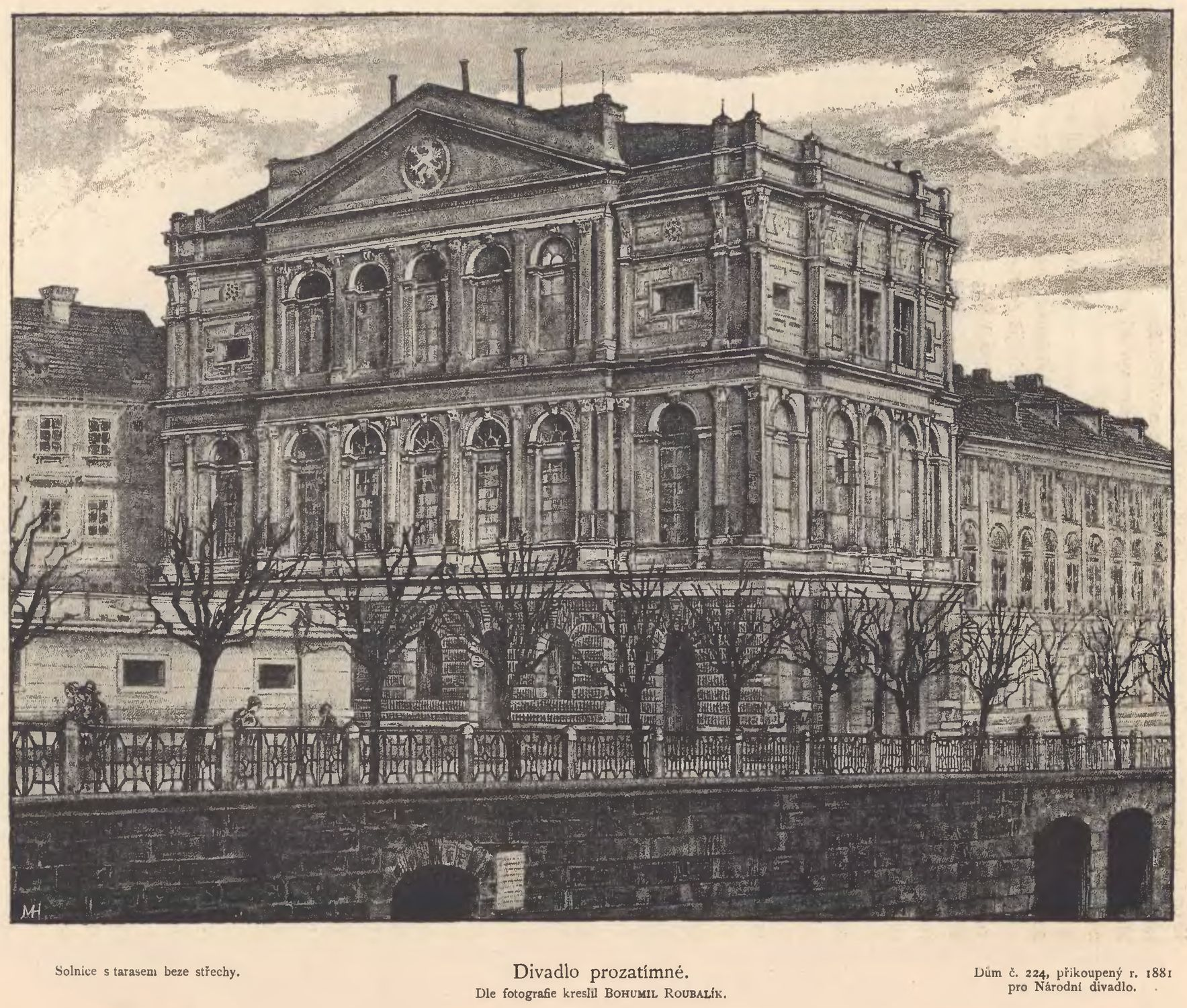
Bohumír Roubalík – Prozatímní divadlo